# Nikolaus Messmer
Nikolaus Messmer SJ (* 19. Dezember 1954 in Qaraghandy, Kasachische SSR, Sowjetunion; † 18. Juli 2016 in Bischkek, Kirgisistan) war Bischof der römisch-katholischen Kirche und Apostolischer Administrator in Kirgisistan.

## Leben
Nikolaus Messmer stammt aus einer schwarzmeerdeutschen Familie aus Speier, Beresan und Kandel, Kutschurhan, die unter der Diktatur  Stalins nach Kasachstan deportiert wurde. Er trat 1975 der Ordensgemeinschaft der Jesuiten bei, legte 1978 die Profess ab und empfing am 28. Mai 1989 die Priesterweihe. Nach seelsorgerischer Tätigkeit in der Pfarrei „Erzengel St. Michael“ in Bischkek, der einzigen katholischen Kirche in der Kirgisischen Republik, war er von 1997 bis 2001 und von 2004 bis 2006 Rektor des Kleinen Seminars in Nowosibirsk, Russland. Von 2001 bis 2004 absolvierte er ein Promotionsstudium in Spiritualität an der Päpstlichen Universität Gregoriana in Rom.
Papst Benedikt XVI. löste am 18. März 2006 die Mission sui juris in Kirgisistan unter Leitung des Jesuiten Aleksandr Kan auf, richtete die Apostolische Administratur Kirgisistan mit Sitz in Bischkek ein, ernannte Nikolaus Messmer am 18. März 2006 zum Titularerzbischof von Carmeiano und bestellte ihn zum ersten Apostolischen Administrator der Apostolischen Administratur Kirgisistan. Die Bischofsweihe spendete ihm Kardinalstaatssekretär Angelo Sodano am 2. Juni 2006; Mitkonsekratoren waren Erzbischof Józef Wesołowski, Apostolischer Nuntius in Kirgisistan, und der Erzbischof von Karaganda, Jan Pawel Lenga MIC. Zudem waren Henry Theophilus Howaniec OFM, Bischof von Almaty, Kasachstan, und Athanasius Schneider ORC, Weihbischof im Bistum Karaganda in Kasachstan, anwesend.
Ein Bruder Nikolaus Messmers, Otto Messmer SJ (* 1961), wurde am 27. Oktober 2008 in Moskau ermordet. Er war zu diesem Zeitpunkt Oberer der Jesuiten in Russland. Sein Bruder Hieronymus Messmer gehört zur Deutschen Provinz der Jesuiten.
Nikolaus Messmer starb kurz vor einem operativen Eingriff in einem Krankenhaus in Bischkek.